# Strada statale 539 di Manoppello
La strada statale 539 di Manoppello (SS 539), già strada regionale 539 ex SS 539 (SR 539) in provincia di Pescara e strada provinciale 219 ex SS 539 - di Manoppello (SP 219) in provincia di Chieti, è una strada statale italiana, il cui percorso si snoda interamente in Abruzzo.

## Percorso
La strada ha origine dalla strada statale 5 Via Tiburtina Valeria non lontano dalla località di Manoppello Scalo. La strada prosegue in direzione sud, raggiungendo Manoppello, e poi in direzione est entra nel parco nazionale della Maiella raggiungendo la località di Serramonacesca.
L'arteria prosegue quindi lungo il confine dello stesso parco, attraversando l'abitato di Roccamontepiano, fino all'innesto della strada statale 614 della Maielletta. La strada prosegue quindi in direzione di Pretoro, da dove ricomincia a percorrere il confine del parco fino all'innesto sulla strada statale 263 di Val di Foro e di Bocca di Valle nei pressi di Rapino.
In seguito al decreto legislativo n. 112 del 1998, dal 2001 la gestione è passata dall'ANAS alla Regione Abruzzo che ha provveduto al trasferimento dell'infrastruttura al demanio della Provincia di Pescara e della Provincia di Chieti per le tratte territorialmente competenti. Successivamente è tornata di competenza Anas con il decreto del Presidente del Consiglio dei Ministri del 20 febbraio 2018.